# Guido Romano
Guido Giuseppe Romano (* 3. Dezember 1887 in Modena; † 18. Juni 1916 Hochebene von Asiago) war ein italienischer Turner, der an den Olympischen Sommerspielen 1908 in London und den Olympischen Sommerspielen 1912 in Stockholm teilnahm. Bei letztgenanntem Großturnier gewann er mit den Italienern die Goldmedaille im Mannschaftsmehrkampf.

## Leben
Guido Romano wurde am 3. Dezember 1887 in der Stadt Modena im damaligen Königreich Italien geboren. Bei den Olympischen Sommerspielen 1908, die von 27. April 1908 bis 31. Oktober 1908 in London stattfanden, kam Romano beim Geräteturnen im Einzelmehrkampf zum Einsatz. Dabei belegte er im Endklassement den 19. bzw. 20. Platz und war damit nach Alberto Braglia, dem diesjährigen Olympiasieger im Einzelmehrkampf, der zweitbeste Italiener. Vier Jahre später nahm der damals 24-Jährige auch an den Olympischen Sommerspielen 1912 in Stockholm teil. Hierbei belegte er beim Geräteturnen im Einzelmehrkampf den neunten Platz und war damit der am niedrigsten platzierte Italiener – gleich fünf Landsmänner rangierten auf den Plätzen vor ihm. Dies war zugleich auch mit ein Grund, dass die Italiener am Ende die Goldmedaille im Mannschaftsmehrkampf erhielten. Etwas mehr als vier Jahre nach seiner letztmaligen Teilnahme an den Olympischen Sommerspielen kam Guido Romano im Ersten Weltkrieg am 18. Juni 1916 während der österreichisch-ungarischen Südtiroloffensive im Alter von 28 Jahren im Becken von Asiago ums Leben. Das im Jahre 1929 nach Planung durch Luigi Lorenzo Secchi errichtete Piscina Romano, ein öffentliches Schwimmbad in der Via Ampère in Mailand, ist nach dem Olympiasieger im Mannschaftsmehrkampf von 1912 benannt. Von der Gemeinde und seiner Familie wurde ihm hier eine Plakette gewidmet, die seitdem an ihn erinnern soll.